# Pieter Boockestijn
Pieter Boockestijn (Pieter Claesz. Boeckesteyn) (Wateringen, gedoopt 22 februari 1682 - Batavia, 2 januari 1743) was opperkoopman en baljuw in Batavia en opperhoofd in Decima.
Boockestijn trouwde met Johanna Wijnanda Berenburgh. Na haar overlijden trad hij in het huwelijk met Maria Dudde, de weduwe van onderkoopman Pieter van der Velde.
Pieter Boeckesteyn vertrok als soldaat op het schip "Keulen" voor de Kamer van Amsterdam van de VOC en kwam aan in Nederlands-Indië in 1702. Op 1 oktober 1712 werd hij benoemd tot artillerieboekhouder en op 25 april 1713 volgde zijn benoeming tot onderkoopman. Op 8 september 1722 werd hij koopman en visitateur van de soldij-boeken. 
Vervolgens werd hij op 29 april 1726 benoemd tot opperkoopman en opperhoofd in Japan (Decima). De eerste benoeming tot opperhoofd te Decima betrof de periode 15 oktober 1726 tot 3 november 1727, de tweede periode van 22 oktober 1728 tot 12 oktober 1929 en de laatste periode van 31 oktober 1730 tot 20 oktober 1731 (verlengd van 21 oktober 1731 tot 7 november 1731).
In 1733 werd hij benoemd tot baljuw te Batavia. Op 13 augustus 1733 werd hij benoemd in het gezantschap naar Bantam onder Wijbrant Blom.
Als baljuw van Batavia werd hij mede schuldig geacht aan de moord op de Chinezen in oktober 1740. Met gouverneur-generaal Adriaan Valckenier en vele anderen werd hij in 1740-1742 ter verantwoording geroepen. Hij overleed echter tijdens het proces op 2 januari 1743. Door allerlei verwikkelingen, met name tussen de inmiddels oud-gouverneur-generaal Valckenier en de nieuwe gouverneur-generaal van Imhoff is het niet tot veroordelingen gekomen en volgde zelfs kwijtschelding van de reeds begonnen gerechtelijke vervolging (abolitie).